# Yogane Corréa
Yogane Corréa (ur. 26 października 1974 w Les Mureaux) – francuski rugbysta grający na pozycji wspieracza, reprezentant Senegalu.
Występował w zespołach Maisons-Laffite, Poitiers i USA Limoges, następnie po jednym sezonie spędził w FC Grenoble i US Montauban, w 2004 roku związał się natomiast z SC Albi. Przeprowadzona w grudniu 2005 roku kontrola antydopingowa dała w jego próbce wynik pozytywny i zawodnik został zawieszony na dwa lata. Po raz drugi został zawieszony, tym razem na cztery lata, w lutym 2009 roku, jednak w kwietniu tego roku zarzuty zostały oddalone. Z tymi zespołami występował nie tylko w rozgrywkach ligowych, lecz również w europejskich pucharach, a karierę zakończył w roku 2014.
Władze senegalskiego rugby skontaktowały się z nim w roku 2005 i w reprezentacji tego kraju występował przez kolejne lata, po raz ostatni w Pucharze Afryki 2014.